# 秋元純一
秋元 純一（あきもと じゅんいち、1984年5月27日 - ）は、福島県出身のHoudinist、CGクリエイター。トランジスタ・スタジオ所属。

## 略歴
2006年4月東京マルチメディア専門学校卒。株式会社トランジスタ・スタジオへ入社し、Houdiniを用いたCG制作に携わる。
2010年8月より、月刊誌CG WORLDにてHoudini Cook Bookを連載開始。
2011年より東京デザイナー学院にてHoudini授業の講師を担当している。

## 参加作品

### PV
- amazarashi
  - 「夏を待っていました」(2010年) - エフェクト
  - 「クリスマス」(2010年) - エフェクト
  - 「アノミー」(2011年) - エフェクト
  - 「古いSF映画」(2011年) - エフェクト